# Interface OPUS Discovery

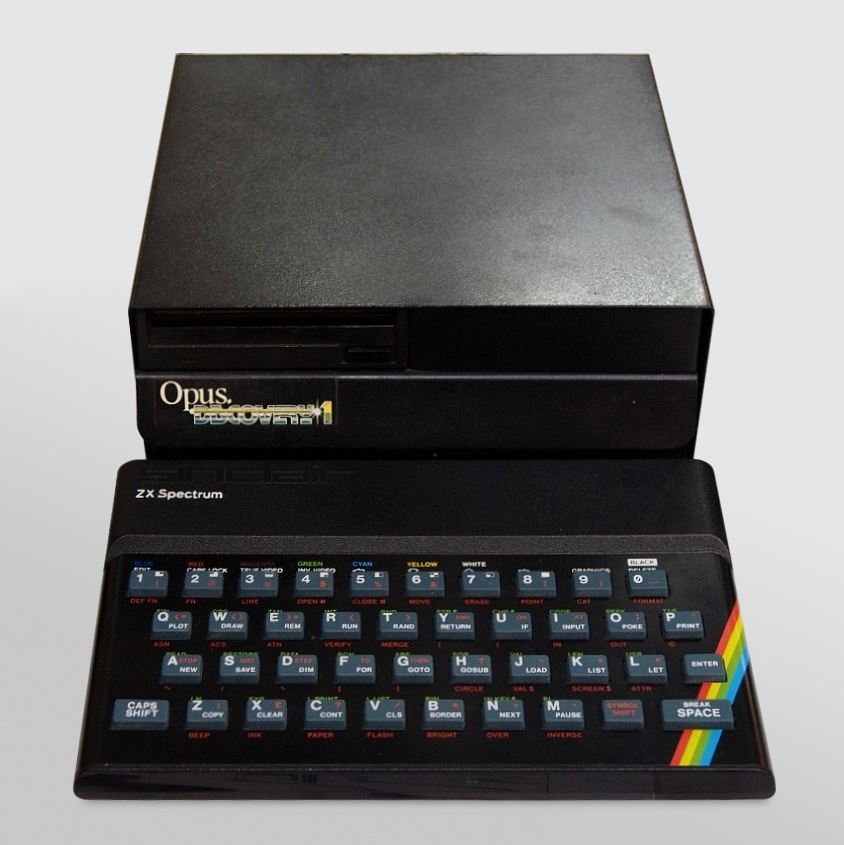
ZX Spectrum con el interface OPUS Discovery conectado.

El Opus Discovery 1 es una interfaz de disco para ordenadores ZX Spectrum lanzado en 1985 por la compañía británica Opus Supplies Ltd.

## Características
Diseñado para los modelos de 48Kb, se lanzaron versiones también para 128Kb. Disponía en la carcasa de un conmutador de [Encendido/Apagado]. Sus comandos BASIC dedicados al almacenamiento y al puerto impresora eran en gran parte compatibles con ZX Interface 1 y Microdrive(s) de Sinclair Research. El modelo 1 solo podía leer/grabar 178k [formateado]. El modelo 2 venía con una segunda unidad DS-DD de 778k [formateado] y una memoria SRAM 6116 (2kx8) que también permitía añadir comandos BASIC. También se desarrollaron varias ROMs (terceras partes) con el ámbito de añadir funcionalidades y acelerar las operaciones a disco. Se conectaba al puerto de expansión del ordenador, contando el dispositivo a su vez con los siguientes conectores para expansión:
- Conectores internos Shugart y espacio para dos disqueteras de 3'5.
- Salida para vídeo compuesto B/N.
- Entrada para joystick compatible puerto Kempston (typo Atari 9-pin).
- Puerto Paralelo para impresora compatible Epson.
- Puerto de expansión genérico (sin NMI).

Controlador de disquetera: WD 1770